# Mieczysław Cacuba

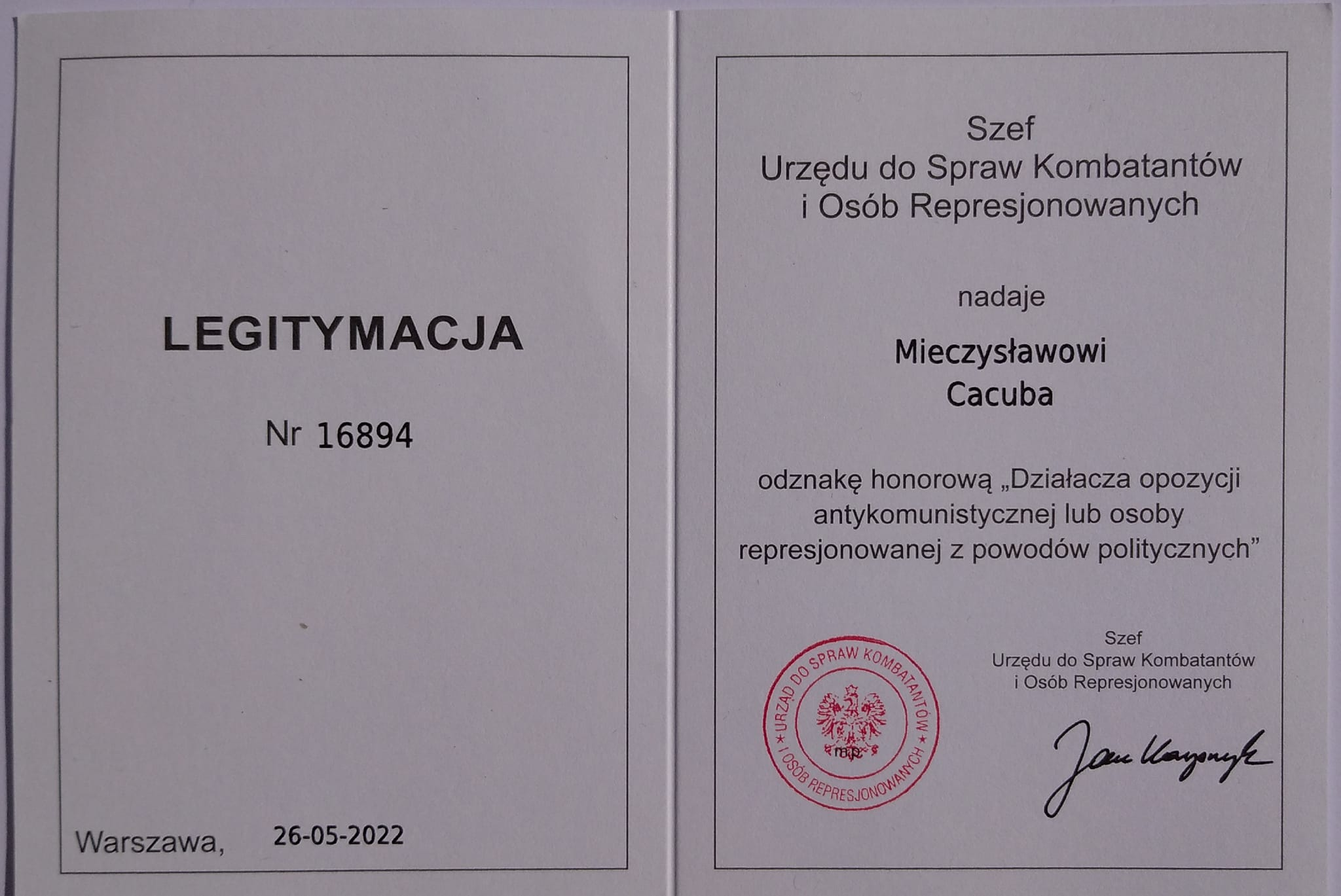
Legitymacja Odznaki Honorowej Działacza Opozycji

Mieczysław Cacuba (ur. 31 marca 1965 w Bolesławcu) – działacz opozycji antykomunistycznej, pracownik administracji samorządowej.

## Życiorys
W latach 1982–1984 był działaczem Uczniowskiego Komitetu Oporu Społecznego (UKOS) w Bolesławcu, gdzie zajmował się produkcją i kolportażem ulotek UKOS, kartek świątecznych i kalendarzy oraz czasopism konspiracyjnych, m.in. „Z Dnia na Dzień”, „Solidarność Walczącą”. Ulotki w formie fotografii o tematyce historycznej były sygnowane przez Uczniowską Fotograficzną Oficynę (UFO) i Niezależną Agencję Fotograficzną Unia (NAF UNIA) i były produkowane przez Mieczysława Cacuba w nakł. 500–3000 egzemplarzy. Współpracował z liderami UKOS: Arkadiuszem Urbanem, Dariuszem Góreckim i Bogusławem Frydrychem.

## Odznaczenia
- Krzyż Kawalerski Orderu Odrodzenia Polski – nadany Postanowieniem Prezydenta RP nr rej. 24/2022, z dnia 25.01.2022 r.[3][4][5][6]
- Krzyż Wolności i Solidarności – nadany Postanowieniem Prezydenta RP nr rej. 16/2022, z dnia 04.01.2022 r.[7][8][9][10][11]
- Medal Stulecia Odzyskanej Niepodległości – nadany Postanowieniem Prezydenta RP nr rej. 49/2020, dnia 07.10.2020 r.[12]
- Krzyż Służby Niepodległości – nadany Uchwalą nr 6/22 Kapituły Krzyża Niepodległości[13][14]
- Odznaka honorowa „Działacza opozycji antykomunistycznej lub osoby represjonowanej z powodów politycznych” za zasługi dla niepodległości Polski 1956-1989, nadana przez Szefa Urzędu do Spraw Kombatantów i Osób Represjonowanych nr 16894 z dnia 26.05.2022 r.